# 埼玉朝鮮初中級学校・幼稚部

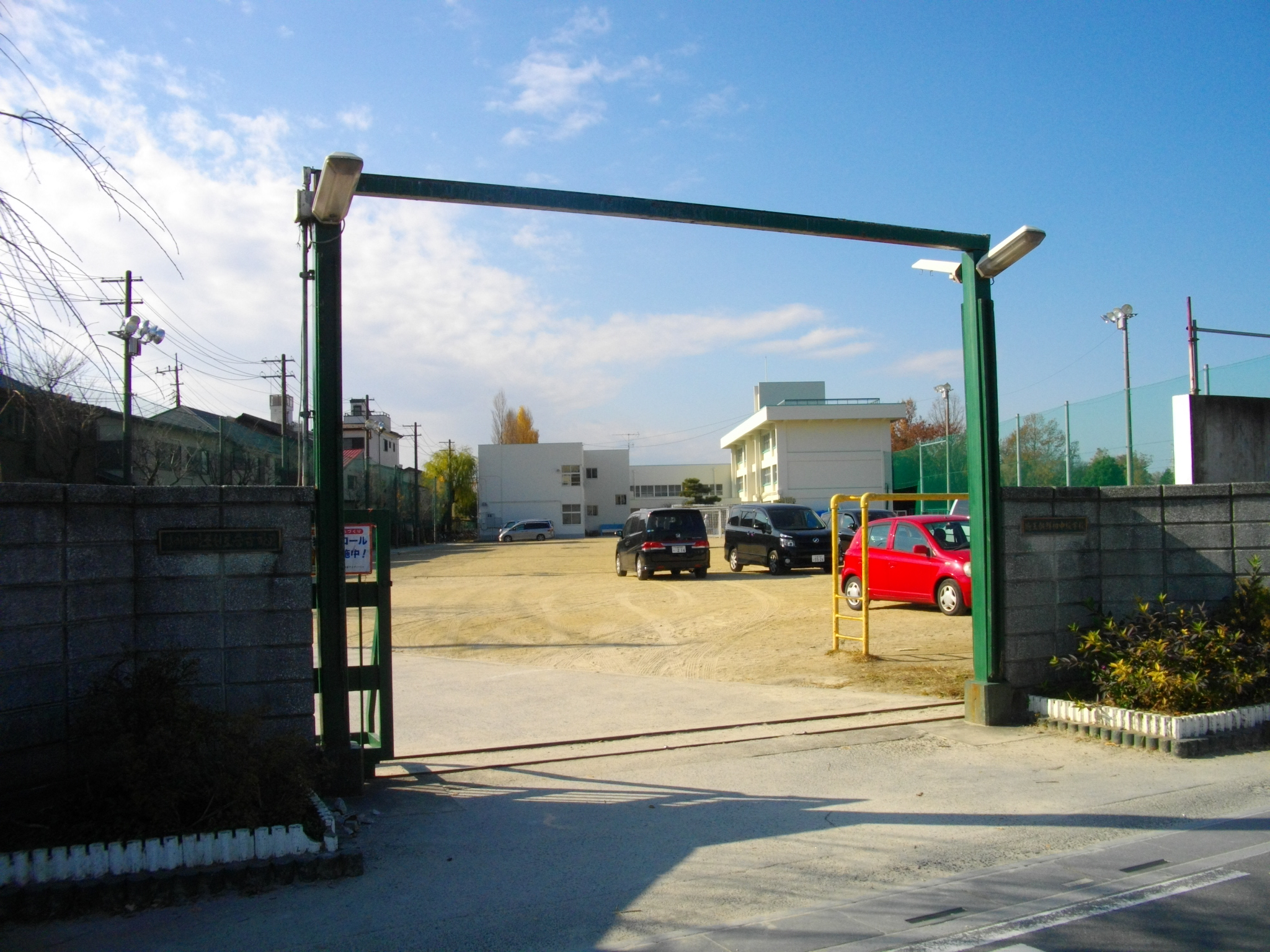
埼玉朝鮮初中級学校

埼玉朝鮮初中級学校・幼稚部（さいたまちょうせんしょちゅうきゅうがっこう・ようちぶ、사이다마조선초중급학교）は、学校法人埼玉朝鮮学園が運営する埼玉県さいたま市大宮区にある朝鮮学校。
日本の小中学校に相当する教育を行っている各種学校（非一条校）であり、日本の幼稚園に当たる幼稚部を併設している。幼稚部はかつて埼玉朝鮮幼稚園として単独で存在していた。

## 沿革
- 1961年 - 埼玉朝鮮初級学校として設立
- 1965年 - 中級部を設置し現校名となる。
- 2014年 - 埼玉朝鮮幼稚園を埼玉初中に移設し、幼、初、中の一貫校としてスタートを切る。[1]

## 学科
- 中級部（日本の中学校にあたる）
- 初級部（日本の小学校にあたる）
- 幼稚部（日本の幼稚園にあたる）

## クラブ活動
～中級部体育会～
- 蹴球部（Football）
- 籠球部（Basketball）
- 排球部（Volleyball）
- 卓球部

～中級部文化芸術会～
- 舞踊部
- 吹奏楽部
- 声楽部
- 美術部

～初級部体育会～
- 蹴球部（Football）
- 籠球部（Basketball）

～初級部文化芸術会～
- 舞踊部
- 吹奏楽部
- 美術部

## 出身者
- 朴一圭（パクイルギュ）- サッカー選手（横浜F・マリノス所属）
- 文仁柱（ムンインジュ）- サッカー選手（FC岐阜所属）

## 生徒数
- 2014年11月の時点で270人[2]
- 2021年12月の時点で146人[3]

## 所在地
- 〒330-0804 埼玉県さいたま市大宮区堀の内町1丁目501-1
※大宮駅東口バス乗車口から、6番、7番の堀の内橋経由バスを乗車、芝川新橋停留所で下車、徒歩3分